# Baráth Zoltán (színművész)
Baráth Zoltán (Ózd, 1973. június 23. –) színművész, rendező, az egri Babszem Jankó Gyermekszínház művészeti vezetője.

## Művészi hitvallása
A 212. sz. Bornemissza Gergely Ipari Szakmunkásképző Intézetben tanult mint erősáramú készülék- és berendezésszerelő
Saját bevallása szerint mindig is színész szeretett volna lenni. Két évig színházi öltöztetőként dolgozott, majd  felvették a Kelemen László Színészképző Stúdióba. Tanulmányait a Sola Scriptura Lelkészképző és Teológiai Főiskolán, majd a Pannon Egyetem Bölcsészettudományi Karán folytatta, színháztörténet szakon.
A  Babszem Jankó Gyermekszínház alapító tagjaként egy olyan gyermekszínházi nyelvezet és rendszer kialakítása fűződik a nevéhez, a különböző művészeti ágak ötvözésével, ami egyedülálló kezdeményezés volt a régióban, és mára egy jellegzetesen felismerhető „babszemes” stílussá formálódott, ami legfőképpen a magyar népmese adaptációiban jut teljességre. A korszerű és konvencionális elemek sikeres egybeolvasztásával a mai ifjúsági korosztály számára örömmel fogyasztható színházi érték megteremtésére vállalkozott, amely – a nézettséget figyelembe véve – igen sikeresnek mondható.  Több felnövő generáció színházi nevelésében jelentékenyen részt vállalt, közreműködött az irodalmiság, a nemzeti kultúra, az identitástudat megalapozásában. Tudatosan törekszik arra, hogy társulatával a hátrányos helyzetű településeken élő gyermekek számára is átadja a színház élményét. Nagy hangsúlyt fektet a klasszikus zene használatára, célja az, hogy a gyerekek ezekkel a zeneművekkel más kontextusban találkozzanak, ezzel is érzékenyítve őket a műfaj felé. Így kerültek feldolgozásra a gyermekelőadásokban többek között Puccini, Csajkovszkij, Smetana, Mozart, Rossini, Rahmanyinov zenekölteményei. Színházi érdekesség, hogy Eger város gyermekközönsége a Babszem Jankó Gyermekszínházon keresztül találkozhatott először interaktív előadásokkal, abban az időben, amikor ez még egyáltalán nem volt divat. Rendezőként hozzá kötődik a Pumukli című mesejáték magyarországi ősbemutatója (levélben kérte a Németországban élő írónő, Elis Kaut beleegyezését a magyar változat elkészítéséhez). A címszerepet Klepács Andrea játszotta, marionett, pálcás és bounraku technikát használva. Magyarországon elsőként rendezte meg Fazekas Anna Öreg néne őzikéje című klasszikusát, irodalmi munkatársa, Szőke Andrea átiratában. Gyakran ötvözi az élőszínházi előadásokat bábszínházi technikákkal.
Kezdeményezésére született meg 2012-ben az Agria Nyári Játékok Kamaraszínháza, ahol minden felnőtt előadás előtt esti mese programként ma is gyermekszínházi előadásokat tartanak.
2012-től az egri Gárdonyi Géza Színház gyermekelőadásainak rendezője.
A gyermek- és ifjúsági produkciók mellett nagy figyelmet szentel a tradicionális, felnőtteknek készülő igényes szórakoztatásnak. Folyamatosan bővülő sanzon-, kuplé-, operett- és történetgyűjteménye, melyet önálló estjein láthat tőle a közönség,  egy olyan kor értékeit igyekszik felszínen tartani, mely a nagyközönség számára ma már kuriózumnak számít. Egyes dalszövegeket saját fordításában tolmácsolta.  
Baráth Zoltán értékteremtő tagja az egri kulturális életnek, és szívén viseli lakhelye, Egerszalók közösségi életének ápolását is.

## Tanulmányai
- Pannon Egyetem, Bölcsészettudományi Kar  - színháztörténet szak
- Magyar Drámapedagógiai Társaság[3] – drámapedagógiai tanfolyam
- Sola Scriptura Lelkészképző és Teológiai Főiskola[4] - bibliaoktató szak
- Kelemen László Színészképző Stúdió

## Jelenlegi munkahelyek
- Babszem Jankó Gyermekszínház
- Gárdonyi Géza Színház

## Művészete

### Fontosabb szerepek
- A A. Milne: Micimackó – Címszerep
- Kálmán Imre: Csárdáskirálynő – Bóni gróf
- R. Queneau: Stílusgyakorlatok – Clow
- Gyurkovits – Aldobolyi: Kutyakomédia – Kiskutya
- Szigligeti – Aldobolyi: Liliomfi – Gyuri pincér
- Kálmán – Brammer – Grünwald: A Montmartre-i Ibolya – Rothschild báró
- Ismeretlen szerző: Pathlein Péter Prókátor – Juhász
- Ránki – Hubay: Egy szerelem három éjszakája – Boldizsár
- Molnár Ferenc : Az üvegcipő – Stetner
- B. Lindgren: Kukacmatyi – Címszerep
- Gárdonyi Géza: A láthatatlan ember – Nigro szolga
- Tim Rice - A.L.Webber: József és a színes szélesvásznú álomkabát – Pék
- Wasserman: La Mancha Lovagja – Sancho (szolga)
- Shakespeare: Hamlet – Guildenstern
- Csukás István: Ágacska – Dani kacsa, Berci béka
- Fazekas – Szőke: Öreg néne őzikéje – Bodri
- Grimm – Szőke – Kalló: Holle anyó – Címszerep, Kikerí, Almafa, Kemence
- Magyar népmese: Nyakigláb, Csupaháj és Málészáj – Nyakigláb, Csupaháj, Málészáj
- Szőke – Okos: Az állatok nyelvén tudó juhász – Kópé kakas; Ordas; Sanyi ló
- Magyar népmese: Együgyű Misó – Ördögkópé, Egérke
- Grimm – Szőke – Kalló: Borsószem hercegkisasszony – Meskete herceg, Cincogó
- E.Kastner, Aldobolyi Nagy György: Emil és a detektívek – Fiú
- Dürrenmatt: Az öreg hölgy látogatása – Loby, vak
- Vujicsis Tihamér: Éjféli operabemutató – Színigazgató
- Marc Camoletti - Hamvai Kornél: Boeing Boeing (Leszállás Párisban) – Patris
- Bolba-Szente-Galambos: Csoportterápia – Lajos
- Carlo Collodi-Litvai Nelli-Székely Iván: Pinokkió – Táltos Tücsük
- Ray Cooney – John Chapman- Hamvai Kornél: Kölcsönlakás – Tristan Pangbourne

### Rendezések
- Szőke Andrea - Lukács István: A hókirálynő
- Hedry Mária: Tündér Míra
- Fésűs Éva - Szőke Andrea: A palacsintás király
- Szőke Andrea: Holle anyó
- Szőke Andrea: Mese a fiókból
- Anga Mária: Az aranypatájú kiscsikó
- Szőke Andrea: Égi mese
- Grimm - Szőke Andrea: Hófehérke
- Fazekas Anna - Szőke Andrea - Okos Tibor: Öreg néne őzikéje ősbemutató
- Elis Kaut: Pumukli - magyarországi ősbemutató
- Szőke Andrea - Okos Tibor: Az ördög három aranyhajszála
- Arany János - Szőke Andrea: A fülemile
- Móra Ferenc - Szőke Andrea: A didergő király
- Blaskó-Saárossy Zsófia, Nagy Zoltán: A csodatükör
- Andersen - Szőke Andrea: Pöttöm Panna
- Szőke Andrea: Az égig érő paszuly
- Jékely Zoltán - Kocsár Miklós: Mátyás király juhásza
- Csukás István - Bergendy István: Süsü, a sárkány
- Marsak: Tizenkét hónap
- Grimm - Szőke Andrea - Kalló Zsolt: Forró vizet a kopaszra!
- Grimm - Szőke Andrea: Rigócsőr királyfi
- Szőke Andrea: A rátóti csikótojás

### Vendégszereplések
- Többször turnézott a berlini utazó operettszínházzal Németországban, Finnországban, Svédországban, Dániában, Norvégiában mint táncos komikus.
- A Babszem Jankó Gyermekszínház előadásaival Romániában, Kovászna Megye településein lépett föl.
- Önálló estjét a Marosvásárhelyi Nemzeti Színházban játszotta.
- Meghívott vendégként a tatabányai Jászai Mari Színházban és az egri Harlekin Bábszínházban dolgozott.
- Siófokon a Kálmán Imre Művelődési Központ nyári színházi előadásában játszott német nyelven.

### Önálló estek
- Szeretném, ha nevetnének
- Bál a fasorban
- Egészségükre!
- Van még egy sanzon
- Velem csak szórakoznak